# Dąbrowa Łużycka
Dąbrowa Łużycka (deutsch Dubrau, 1936–1945 Eichenwald, sorbisch Dubrawa) ist ein Dorf in der Landgemeinde Przewóz (Priebus) im Powiat Żarski (Sorau) in der Woiwodschaft Lebus in Polen.

## Geographie
Dąbrowa Łużycka liegt rund sechs Kilometer nordwestlich von Przewóz (Priebus) in einer waldreichen Gegend. Die Lausitzer Neiße und somit auch die deutsch-polnische Grenze ist drei bis fünf Kilometer in südlicher und südwestlicher Richtung entfernt.
Nachbarorte sind Karsówka (Mühlbach) im Westen, Siemiradz (Neudorf bei Mühlbach) im Norden und Włochów (Wällisch) im Osten. Im Südwesten verläuft die Woiwodschaftsstraße 350 durch die Wüstung Wendisch Musta. Die nächsten Orte auf der deutschen Neißeseite sind Skerbersdorf und Pechern.

## Geschichte
Das altslawische Dorf ist eines der ältesten in der Gemeinde und gehörte nachweislich schon zur Herrschaft Priebus, als diese unter den Herren von Hakenborn noch nicht zum schlesischen Herzogtum Sagan gehörte. Schon in jener Zeit war das Dorf nach Priebus gepfarrt.
Truppen des Saganer Herzog Johann fielen 1434 in Bogendorf, Dubrau und Nismenau ein. Den entstandenen Schaden bezifferte Ulrich von Biberstein zu Sorau mit 200 Böhmischen Groschen.
Anfang des 16. Jahrhunderts waren die Herren Oppeln-Bronikowski Besitzer von Dubrau. In der Mitte des Jahrhunderts war der von Metzrode auf Wendisch Musta auch Besitzer des Kretschams von Dubrau. Er hatte das Recht priebisches und anderes Bier zu verkaufen.
Gegen Ende des 17. Jahrhunderts waren Dorf und Gut an Heinrich Gottlob von Bibran verlehnt, dem auch das rund vier Kilometer südlich liegende Dorf Pechern gehörte.
Zusammen mit dem Herzogtum Sagan kam das Dorf nach dem Ersten Schlesischen Krieg an Preußen. In die Frühphase der preußischen Verwaltung fallen die Schulgründung (1764) sowie die kurz darauf einsetzende Ansiedlung deutscher Kolonisten.
Zum Bau der evangelischen Kirche in Priebus lieferten die Dubrauer 1823 aus ihren Wäldern Bauholz. Noch Mitte des Jahrhunderts beerdigten sie ihre Toten auf dem wendischen Friedhof in Priebus.
Durch die Auflösung des Kreises Sagan kam dessen westlicher Teil, darunter auch Dubrau, 1932 an den Kreis Rothenburg. Im Zuge der nationalsozialistischen Germanisierung sorbischstämmiger Ortsnamen erhielt das Dorf 1936 den Namen Eichenwald. Nach dem Zweiten Weltkrieg lag das Dorf infolge der Westverschiebung Polens auf der polnisch verwalteten Seite der Oder-Neiße-Linie. Gemeinsam mit den meisten anderen Gemeinden des Ostteils des Rothenburger Kreises kam die nun als Dąbrowa Łużycka bezeichnete Gemeinde zum Powiat Żarski, der aus dem polnischen Anteil des Sorauer Kreises hervorgegangen ist. Dąbrowa Łużycka wurde 1946 zur Gemeinde Niwica geschlagen und kam mit der Auflösung derselben 1976 zur Gemeinde Przewóz.

### Bevölkerungsentwicklung
| Jahr    | Einwohner |
| ------- | --------- |
| um 1785 | 111       |
| um 1820 | 239       |
| 1910    | 351       |
| 1933    | 385       |
| 1939    | 394       |

Um 1785 gab es im Dorf 16 Gärtner- und drei Häuslerstellen, deren Bewohner Friedrich-Albert Zimmermann mit 111 bezifferte. Fünfzehn Jahre später war die Zahl der Wirtschaften unverändert.
Von 1820 bis zum Beginn des Zweiten Weltkrieges ist ein kontinuierliches Wachstum bei den Einwohnerzahlen von rund 240 auf fast 400 feststellbar.

### Ortsname
Urkundliche Formen des Ortsnamens sind unter anderem Dobrau (1434) und Dobra (1602). Der in der Lausitz häufiger vorkommende Ortsname Dubrau leitet sich vom altsorbischen dubrava ‚Eiche‘, ‚Eichenwald‘ (sorbisch dubrawa, tschechisch doubrava, polnisch dąbrowa) ab.
Bei der Germanisierung slawischstämmiger Ortsnamen orientierte man sich 1936 mit Eichenwald (ebenso wie bei Eichwege, vorher Dubraucke bei Forst) an der ursprünglichen Bedeutung. Ähnlich verfuhr man rund zehn Jahre später bei der Wahl des polnischen Ortsnamens Dąbrowa Łużycka, vergleichbar mit dem ebenfalls im Landkreis Żary gelegenen Ort Dąbrowiec, vormals Königsdubrau.